# 씨민과 나데르의 별거
《씨민과 나데르의 별거》(페르시아어: جدایی نادر از سیمین Jodái-e Náder az Simin A Separation)는 2011년 이란의 드라마 영화이다. 아시가르 파르하디가 감독과 각본을 맡았으며 레일라 하타미, 페이만 모아디, 샤하브 호세이니, 사레 바이아트, 사리나 파르하디 등이 출연했다. 이란의 중산층 부부의 이야기를 다루고 있다.
2012년에 열린 제84회 아카데미상에서 이란 영화로는 처음으로 외국어 영화상을 수상했으며 제61회 베를린 국제 영화제에서는 황금 곰상과 남우주연상, 여우주연상을 수상했다. 이란 영화로는 처음으로 황금곰상을 수상했다. 또한 비영어권 작품으로는 5년만에 아카데미 각본상 후보에 오르기도 하였다.

## 줄거리
영화 '씨민과 나데르의 별거'는 이란의 한 가정을 중심으로 펼쳐지는 복잡하고 감동적인 이야기를 그린 영화이다.
이란에서 살고 있는 나데르와 씨민 부부, 그리고 10살 소녀 테르메는 분리된 상태로 살아간다. 씨민은 나데르에게 이탈리아로의 이주를 제안하지만 나데르는 아버지를 돌보기 위해 남는다. 씨민이 이혼을 신청하자, 법원에서는 그 이유가 부족하다고 판결하여 거부한다. 결국 씨민은 자신의 가정에서 벗어나며 나데르와 테르메는 함께 살게 되지만 갈등만 심화된다.
나데르는 아버지를 돌볼 책임감을 지우면서 집안일 도움이 필요하다는 것을 인지한다. 이로 인해 그는 가난한 여성, 라지에를 고용한다. 하지만 라지에의 갑작스러운 임신과 그 과정에서 일어나는 사건으로 인해 나데르와 라지에 사이에는 갈등을 야기하게 된다.
나데르는 라지에가 임신한 것을 알고 있었지만, 그녀에게 진실을 말하지 않게 되며 이는 결국 복잡한 법적인 문제로 이어진다. 씨민은 나데르와의 관계를 회복하기 위해 노력하지만, 라지에의 사건으로 인해 갈등은 더욱 깊어지고 심각해진다.
영화는 이란 사회의 어두운 부분을 보여주면서 가족과 사랑, 그리고 정의에 대한 고찰을 제시한다. 나데르와 씨민은 자신들의 행동으로 인해 발생한 문제들을 해결하기 위해 노력하지만, 그 결과로 얻는 것은 불확실한 미래이다.

## 출연
- 레일라 하타미 - 씨민
- 페이만 모아디 - 나데르
- 샤하브 호세이니 - 호얏
- 사레 바이아트 - 라지에
- 사리나 파르하디 - 테르메
- 알리 아스하르 샤바지 - 나데르의 아버지
- 쉬린 야즈단바크쉬 - 씨민의 어머니
- 키미아 호세이니 - 소마예
- 메릴라 자레이 - 가정교사
- 모하마드 야롬타글루 - 씨민의 동생

## 수상 목록
| 연도 | 상                          | 부문          | 수상자                   | 결과 | 출처  |
| ---- | --------------------------- | ------------- | ------------------------ | ---- | ----- |
| 2011 | 파즈르 국제 영화제          | 작품상        | 《씨민과 나데르의 별거》 | 수상 |       |
| 2011 | 파즈르 국제 영화제          | 감독상        | 아스가르 파르하디        | 수상 |       |
| 2011 | 파즈르 국제 영화제          | 촬영상        | 마흐무드 칼라리          | 수상 |       |
| 2011 | 파즈르 국제 영화제          | 각본상        | 아스가르 파르하디        | 수상 |       |
| 2011 | 파즈르 국제 영화제          | 음향녹음상    | 마흐무드 사막바시        | 수상 |       |
| 2011 | 파즈르 국제 영화제          | 남우조연상    | 샤합 호세이니            | 수상 |       |
| 2011 | 파즈르 국제 영화제          | 여우조연상    | 사예 바얏                | 수상 |       |
| 2011 | 베를린 영화제               | 황금곰상      | 아스가르 파르하디        | 수상 |       |
| 2011 | 베를린 영화제               | 여우주연상    | 레일라 하타미            | 수상 |       |
| 2011 | 베를린 영화제               | 남우주연상    | 페이만 모아디            | 수상 |       |
| 2011 | 베를린 영화제               | 심사위원상    | 아스가르 파르하디        | 수상 |       |
| 2011 | 새틀라이트상                | 외국어 영화상 | 《씨민과 나데르의 별거》 | 수상 |       |
| 2012 | 전미 비평가 협회상          | 작품상        | 《씨민과 나데르의 별거》 | 수상 |       |
| 2012 | 전미 비평가 협회상          | 각본상        | 아스가르 파르하디        | 수상 |       |
| 2012 | 전미 비평가 협회상          | 외국어 영화상 | 《씨민과 나데르의 별거》 | 수상 |       |
| 2012 | 제70회 골든 글로브상        | 외국어 영화상 | 《씨민과 나데르의 별거》 | 수상 |       |
| 2012 | 제65회 영국 아카데미 영화상 | 비영어 영화상 | 《씨민과 나데르의 별거》 | 후보 |       |
| 2012 | 세자르상                    | 외국 영화상   | 《씨민과 나데르의 별거》 | 수상 |       |
| 2012 | 인디펜던트 스피릿 어워드    | 외국 영화상   | 《씨민과 나데르의 별거》 | 수상 |       |
| 2012 | 제84회 아카데미상           | 외국어 영화상 | 《씨민과 나데르의 별거》 | 수상 | [ 1 ] |
| 2012 | 제84회 아카데미상           | 각본상        | 아스가르 파르하디        | 후보 | [ 1 ] |
| 2012 | 아시안 필름 어워드          | 작품상        | 《씨민과 나데르의 별거》 | 수상 | [ 2 ] |
| 2012 | 아시안 필름 어워드          | 감독상        | 아스가르 파르하디        | 수상 | [ 2 ] |
| 2012 | 아시안 필름 어워드          | 여우주연상    | 레일라 하타미            | 후보 | [ 2 ] |
| 2012 | 아시안 필름 어워드          | 인기여우상    | 레일라 하타미            | 후보 | [ 2 ] |
| 2012 | 아시안 필름 어워드          | 각본상        | 아스가르 파르하디        | 수상 | [ 2 ] |
| 2012 | 아시안 필름 어워드          | 편집상        | 하예데 사피야리          | 수상 | [ 2 ] |